# مقاطعة إبيرفيل (لويزيانا)
مقاطعة إبيرفيل (بالإنجليزية: Iberville Parish, Louisiana)‏ هي إحدى مقاطعات ولاية لويزيانا في الولايات المتحدة. ، وتبلغ مساحتها 1691 كم2، بلغ عدد سكانها 33387 نسمة في عام 2010 حسب إحصاء مكتب تعداد الولايات المتحدة وتصل الكثافة السكانية فيها 21 نسمة/كم2.

## أعلام
- إدوارد جيمس غاي
- باول أوكتاف إيبرت
- إدوارد جيمس غاي

## وصلات خارجية
- www.ibervilleparish.com
- United States Counties